# لورانس إس. تومسون
لورانس إس. تومسون (بالإنجليزية: Lawrence S. Thompson)‏ هو باحث في تاريخ العصور الكلاسيكية وأمين مكتبة أمريكي، ولد في 21 ديسمبر 1916 في رالي في الولايات المتحدة، وتوفي في 19 أبريل 1986 في ليكسينغتون في الولايات المتحدة.